# 1504 az irodalomban
Az 1504. év az irodalomban.

## Új művek
- Jacopo Sannazaro nápolyi humanista idillikus pásztorregénye, az Arcadia, a későbbi pásztorregények mintaképe, (az 1480-as években keletkezett).
- Stephen Hawes angol szerző költeménye: The Example of virtue (Az erény példája); megjelenési éve bizonytalan
- Jean Lemaire de Belges belga (vallon) költő: La courrone Margaritique; a II. Filibert savoyai herceg halálára írt poéma, csak évtizedekkel később jelent meg.

## Születések
- május 29. – Verancsics Antal (Antun Vrančić) római katolikus főpap, diplomata, történetíró, irodalmi tevékenysége is jelentős († 1573)
- július 18. – Heinrich Bullinger svájci reformátor, Ulrich Zwingli követője († 1575)
- 1504 körül – Sylvester János humanista tudós, a magyar nyelvtan első ismert rendszerezője, aki elkészítette az első teljes magyar Újszövetség-fordítást († 1551 után)
- 1504 – Nicholas Udall angol drámaíró, az egyik legkorábbi szabályos szerkezetű, ötfelvonásos angol vígjáték, a  Ralph Roister Doister (Handabanda Bandi) szerzője[1] († 1556)

## Halálozások
- január 22. – Temesvári Pelbárt ferences szerzetes, skolasztikus író (* 1435 körül)
- 1504 körül – Garci Rodríguez de Montalvo spanyol író, az Amadis lovagregény szerzője (* 1450)